# Francesc Rogent i Pedrosa
Francesc Rogent i Pedrosa   (Barcelona, 24 de desembre de 1864 - Barcelona, 12 de febrer de 1898) fou un arquitecte, escriptor i editor català.

## Biografia
Fill del també arquitecte Elies Rogent, estudià a l'Escola d'Arquitectura de Barcelona, on es va titular el 1887. Va ser el responsable de la reforma de Cau Ferrat, la casa de Santiago Rusiñol a Sitges (1893-1894), així com de la restauració del Monestir de Ripoll. A Barcelona fou autor de la Casa Napoleon (actual Frontó Colom),, així com del pont que unia el parc de la Ciutadella amb el dipòsit d'aigua de la Gran Cascada, efectuat per a l'Exposició Universal de 1888. També va projectar amb el seu pare la claraboia del pati del Palau Marc de Reus (1892). Fou també arquitecte municipal de Badalona, on va projectar la façana neoclàssica de l'església parroquial de Santa Maria (1895), i va dissenyar unes fonts de ferro colat (1892) catalogades com a bé cultural d'interès local.

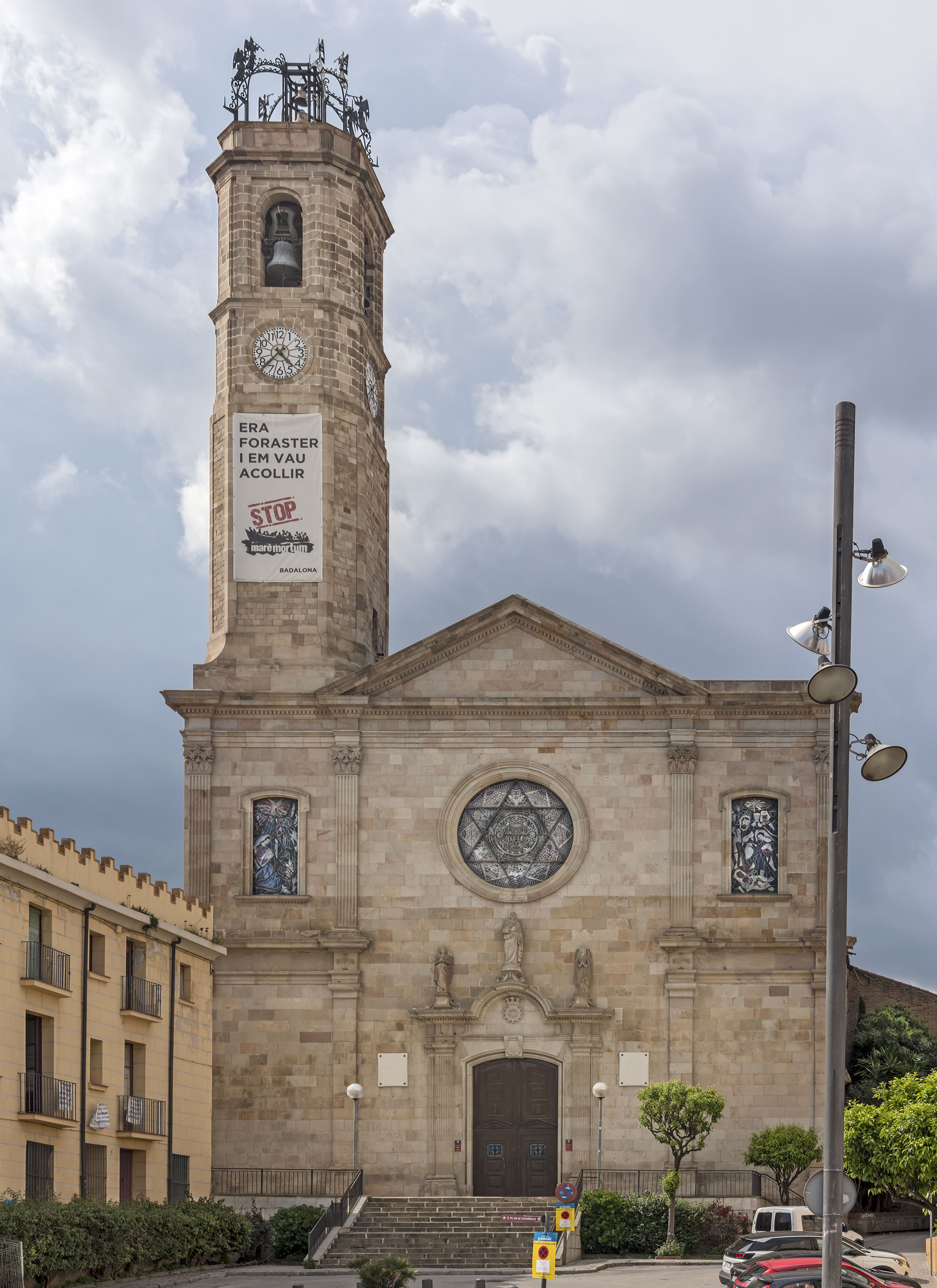
Façana de Santa Maria de Badalona

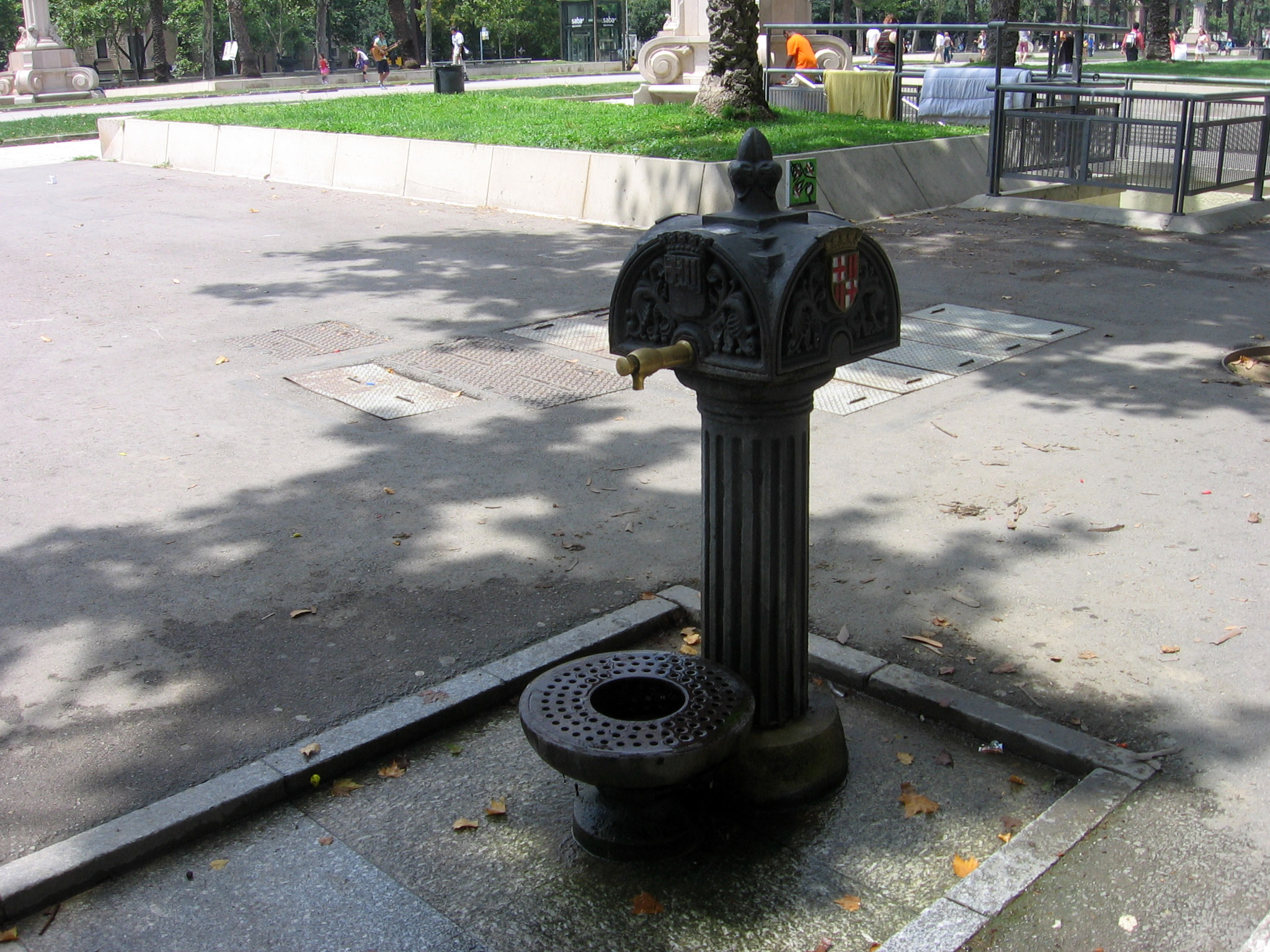
Font al passeig de Lluís Companys, a Barcelona

Fundador de l'editorial Parera i Cia, on publicà algunes de les seves obres, com Arquitectura moderna de Barcelona (1897) —escrita amb Lluís Domènech i Montaner— i Catedral de Barcelona (1898).